# Белцаць (Олт)
Белцаць, Белцаці (рум. Bălțați) — село у повіті Олт в Румунії. Адміністративно підпорядковане місту Скорнічешть.
Село розташоване на відстані 120 км на захід від Бухареста, 19 км на північний схід від Слатіни, 64 км на схід від Крайови.

## Населення
За даними перепису населення 2002 року у селі проживали 592 особи, усі — румуни. Усі жителі села рідною мовою назвали румунську.